# Granat (Satellit)
Granat (russisch Гранат) war ein sowjetisch-russisches Röntgenobservatorium, welches als Gemeinschaftswerk zwischen der Sowjetunion und Frankreich entstand. Der 5 Tonnen schwere Satellit wurde am 1. Dezember 1989 mit einer Proton-Rakete vom Weltraumflughafen Baikonur in einen exzentrischen 2.000 × 200.000 km hohen Orbit mit einer Bahnneigung von 51,6° gebracht. Die Umlaufzeit betrug vier Tage.

## Forschungsarbeit
Der Satellit arbeitete fast zehn Jahre lang, zwischen 1989 und 1998, seit 1994 spinstabilisiert. Die Aktivität endete am 27. November 1998. Granat verfügte über vier Hauptinstrumente. Diese waren das aus Frankreich stammende Röntgenteleskop namens Sigma, welches in einem Bereich zwischen 30 und 1000 keV arbeitete, das russische Teleskop Art-P, das Überwachungsgerät namens Watch und der Gammastrahlendetektor Phebus.
Innerhalb von vier Jahren untersuchte Granat viele Galaxien und empfangbare Röntgenstrahlen (z. B. GRS 1915+105), welche außerhalb unserer Galaxie liegen. Danach wurde er zu weiteren Untersuchungen von anderen Objekten benutzt. Darüber hinaus machte Granat einzigartige Aufnahmen unserer Galaxienmitte sowie von vielversprechenden Kandidaten für schwarze Löcher.